# Dottie Frazier
Dottie May Frazier, nacida Dorothy Adele Reider (Long Beach, California, 15 de julio de 1922 - 8 de febrero de 2022) fue una buceadora, diseñadora y propietaria de una tienda de buceo estadounidense. Su vida se relata en su autobiografía, Trailblazer: The Extraordinary Life of Diving Pioneer, Dottie Frazier. Fue la primera instructora de submarinismo del mundo y la primera propietaria de una tienda de buceo.

## Trayectoria
Nació el 15 de julio de 1922 en Long Beach, California, hija de Francis y Laura Davis Reider. Desde pequeña, estuvo en contacto con el océano. Con 10 años pescaba con una máscara hecha en casa por su padre con pedazos de vidrio, tubo interior y cinta adhesiva. Resultó herida en el terremoto de Long Beach de 1933. Se graduó en el Instituto Politécnico de Long Beach en 1939. En su juventud, fue marinero y reparó motores de barcos. Durante la Segunda Guerra Mundial, trabajó para la Douglas Aircraft Company. Frazier comenzó a enseñar apnea, disciplina en la que era experta, en la década de 1940.
En 1955, Frazier se convirtió en la primera mujer instructora de buceo certificada del mundo a pesar de que muchas personas consideraban que era un trabajo demasiado exigente para las mujeres. También fue pionera en convertirse en buzo de casco, actividad a la que se dedicó durante dos años.
Además de diseñar trajes de neopreno para otras marcas, creó su propia línea bajo el nombre de Penguin Suits, y fue la primera mujer que los produjo comercialmente para venderlos en la primera tienda de buceo propiedad de una mujer, la Penguin Dive Shop.
Tras del nacimiento del tercero de sus cuatro hijos, Frazier fundó Aqua Families, un club de submarinistas que buceaban con sus criaturas, cuyos miembros se reunían regularmente y se turnaban para bucear y cuidar a los niños. Murió en Long Beach el 8 de febrero de 2022, a los 99 años.

## Reconocimientos
Frazier ingresó en el Salón de la Fama de las Mujeres Buceadoras en 2000. En 2019, recibió el premio Diving Pioneer Award de la Historical Diving Society.